# Sophie Ndaba
Sophie Lichaba (Soweto, 29 de junio de 1973), más conocida como Sophie Ndaba, es una actriz sudafricana, reconocida por interpretar el papel de Queen Moroka en la popular serie de televisión Generations. En 2016 integró el jurado del certamen Señorita Sudáfrica.

## Biografía
Luego de una corta experiencia como modelo, Ndaba logró repercusión en su país natal al interpretar el papel de Queen Moroka en la popular serie de televisión Generations a mediados de la década de 1990. Paralelamente participó en la telenovela Egoli: Place of Gold y al finalizar la década integró el elenco de una nueva serie, Yizo Yizo. En la década de 2010 registró algunas participaciones en películas de Nollywood como She is King y Gog' Helen y en la serie de televisión Isidingo.

## Filmografía destacada
- 1993 - Generations
- 2012 - Gog' Helen
- 2017 - She is King
- 2017 - Clark: Peak Magnetic (corto)
- 2019 - Miracle (corto)